# Buenache de la Sierra
Buenache de la Sierra település Spanyolországban, Cuenca tartományban. Buenache de la Sierra Cuenca és Palomera községekkel határos. Lakosainak száma 109 fő (2024).

## Népesség
A település népessége az utóbbi években az alábbiak szerint változott:
| Lakosok száma | 113  | 109  | 123  | 116  | 112  | 103  | 98   | 97   | 105  | 109  |
|               | 2001 | 2004 | 2006 | 2009 | 2011 | 2014 | 2016 | 2019 | 2021 | 2024 |